# Nagroda Satelita dla najlepszego aktora drugoplanowego
Laureaci Satelity w kategorii najlepszy aktor drugoplanowy:

## Lata 90
| 1996: Armin Mueller-Stahl – Blask jako Peter nominacje: - Steve Buscemi – Fargo jako Carl Showalter - Robert Carlyle – Trainspotting jako Begbie - Jeremy Irons – Ukryte pragnienia jako Alex - John Lynch – Moll Flanders jako artysta - Paul Scofield – Czarownice z Salem jako Thomas Danforth 1997: Burt Reynolds – Boogie Nights jako Jack Horner nominacje: - Billy Connolly – Jej wysokość pani Brown jako John Brown - Danny DeVito – Zaklinacz deszczu jako Deck Shifflet - Samuel L. Jackson – Magia Batistów jako Louis Batiste - Robin Williams – Buntownik z wyboru jako Sean Maguire 1998: Donald Sutherland – Przed metą jako Bill Bowerman nominacje: - Robert Duvall – Adwokat jako Jerome Facher - Jason Patric – Kochankowie z sąsiedztwa jako Cary - Tom Sizemore – Szeregowiec Ryan jako sierżant Mike Horvath - Billy Bob Thornton – Prosty plan jako Jacob Mitchell 1999: Harry Lennix – Tytus Andronikus jako Aaron nominacje: - Michael Caine – Wbrew regułom jako dr Wilbur Larch - Tom Cruise – Magnolia jako Frank T.J. Mackey - Doug Hutchison – Zielona mila jako Percy Wetmore - Jude Law – Utalentowany pan Ripley jako Dickie Greenleaf - Christopher Plummer – Informator jako Mike Wallace | 1996: Cuba Gooding Jr. – Jerry Maguire jako Rod Tidwell nominacje: - Woody Allen – Wszyscy mówią: kocham cię jako Joe Berlin - Danny DeVito – Matylda jako Harry Wormwood - Gene Hackman – Klatka dla ptaków jako senator Kevin Keeley - Ian McKellen – Farma na odludziu jako Amos Starkadder 1997: Rupert Everett – Mój chłopak się żeni jako George Downes nominacje: - Mark Addy – Goło i wesoło jako David - Cuba Gooding Jr. – Lepiej późno niż później jako Frank Sachs - Greg Kinnear – Lepiej późno niż później jako Simon Bishop - Rip Torn – Faceci w czerni jako Zed 1998: Bill Murray – Rushmore jako Herman Blume nominacje: - Jeff Daniels – Miasteczko Pleasantville jako Bill Johnson - John Goodman – Big Lebowski jako Walter Sobchak - Bill Nighy – Szalona kapela jako Ray Simms - Geoffrey Rush – Zakochany Szekspir jako Philip Henslowe 1999: William H. Macy – Happy, Texas jako szeryf Chappy Dent nominacje: - Dan Hedaya – Dick jako Richard Nixon - Rhys Ifans – Notting Hill jako Spike - Bill Murray – Cradle Will Rock jako Tommy Crickshaw - Alan Rickman – Dogma jako Metatron - Ving Rhames – Ciemna strona miasta jako Marcus |

## 2000–2009
| 2000: Bruce Greenwood – Trzynaście dni jako John F. Kennedy nominacje: - Jeff Bridges – Ukryta prawda jako prezydent Jackson Evans - Robert De Niro – Siła i honor jako Billy Sunday - Benicio del Toro – Traffic jako Javier Rodriguez - Albert Finney – Erin Brockovich jako Ed Masry - Joaquin Phoenix – Gladiator jako Kommodus 2001: Ben Kingsley – Sexy Beast jako Don Logan nominacje: - Jim Broadbent – Iris jako John Bayley - Billy Crudup – Charlotte Gray jako Julien Levade - Ed Harris – Piękny umysł jako Parcher - Ian McKellen – Władca Pierścieni: Drużyna Pierścienia jako Gandalf - Goran Višnjić – Na samym dnie jako Alek Spera 2002: Dennis Haysbert – Daleko od nieba jako Raymond Deagan nominacje: - Jeremy Davies – Solaris jako Snow - Alfred Molina – Frida jako Diego Rivera - Viggo Mortensen – Władca Pierścieni: Dwie wieże jako Aragorn - Paul Newman – Droga do zatracenia jako John Rooney - Dennis Quaid – Daleko od nieba jako Frank Whitaker 2003: Djimon Hounsou – Nasza Ameryka jako Mateo nominacje: - Alec Baldwin – Cooler jako Shelly Kaplow - Jeff Bridges – Niepokonany Seabiscuit jako Charles Howard - Benicio del Toro – 21 gramów jako Jack Jordan - Omar Sharif – Pan Ibrahim i kwiaty Koranu jako pan Ibrahim - Ken Watanabe – Ostatni samuraj jako Katsumoto 2004: Christopher Walken – Na zakręcie jako Turner Lair nominacje: - David Carradine – Kill Bill Vol. 2 jako Bill - Jamie Foxx – Zakładnik jako Max - Alfred Molina – Spider-Man 2 jako dr Otto Octavius - Clive Owen – Bliżej jako Larry - Peter Sarsgaard – Kinsey jako Clyde Martin 2005: Danny Huston – Wierny ogrodnik jako Sandy Woodrow nominacje: - Chris Cooper – Capote jako Alvin Dewey - Jake Gyllenhaal – Tajemnica Brokeback Mountain jako Jack Twist - Edward Norton – Królestwo niebieskie jako król Baldwin IV - Mickey Rourke – Sin City: Miasto grzechu jako Marv - Peter Sarsgaard – Jarhead. Żołnierz piechoty morskiej jako Alan Troy | 2000: Willem Dafoe – Cień wampira jako Max Schreck nominacje: - Morgan Freeman – Siostra Betty jako Charlie - Philip Seymour Hoffman – U progu sławy jako Lester Bangs - Tim Blake Nelson – Bracie, gdzie jesteś? jako Delmar - Brad Pitt – Przekręt jako Mickey O’Neil - Owen Wilson – Kowboj z Szanghaju jako Roy O’Bannon 2001: Jim Broadbent – Moulin Rouge! jako Harold Zidler nominacje: - Steve Buscemi – Ghost World jako Seymour - Hugh Grant – Dziennik Bridget Jones jako Daniel Cleaver - Carl Reiner – Ocean’s Eleven: Ryzykowna gra jako Saul Bloom - Ben Stiller – Genialny klan jako Chas Tenenbaum - Owen Wilson – Genialny klan jako Eli Cash 2002: Michael Constantine – Moje wielkie greckie wesele jako Gus Portokalos nominacje: - Chris Cooper – Adaptacja jako John Laroche - Jake Gyllenhaal – Życiowe rozterki jako Holden Worther - Philip Seymour Hoffman – Lewy sercowy jako Dean Trumbell - Nicky Katt – Full Frontal. Wszystko na wierzchu jako Hitler - John C. Reilly – Życiowe rozterki jako Jack Last 2003: Eugene Levy – Koncert dla Irwinga jako Mitch Cohen nominacje: - Johnny Depp – Pewnego razu w Meksyku: Desperado 2 jako agent Sands - Bill Nighy – To właśnie miłość jako Billy Mack - Sam Rockwell – Naciągacze jako Frank Mercer - Geoffrey Rush – Piraci z Karaibów: Klątwa Czarnej Perły jako kapitan Barbossa - Thomas Sangster – To właśnie miłość jako Sam 2004: Thomas Haden Church – Bezdroża jako Jack nominacje: - Joseph Fiennes – Kupiec wenecki jako Bassiano - Jeremy Irons – Cudowna Julia jako Michael Gosselyn - Peter Sarsgaard – Powrót do Garden State jako Mark - Mark Wahlberg – Jak być sobą jako Tommy Corn - Patrick Wilson – Upiór w operze jako Raoul 2005: Val Kilmer – Kiss Kiss Bang Bang jako Gay Perry nominacje: - Tom Arnold – Szczęśliwe zakończenia jako Frank - Corbin Bernsen – Kiss Kiss Bang Bang jako Harlan Dexter - Steve Coogan – Szczęśliwe zakończenia jako Charley - Craig T. Nelson – Rodzinny dom wariatów jako Tom Stall - Jason Schwartzman – Troje do pary jako Jeremy |

### Najlepszy aktor drugoplanowy
2006: Leonardo DiCaprio – Infiltracja jako Billy Costigan

nominacje:
- Alan Arkin – Mała miss jako Edwin Hoover
- Adam Beach – Sztandar chwały jako Ira Hamilton Hayes
- Jack Nicholson – Infiltracja jako Frank Costello
- Brad Pitt – Babel jako Richard Jones
- Donald Sutherland – Zorza polarna jako Ronald Shorter

2007: nagroda ex aequo:
- Casey Affleck – Zabójstwo Jesse’ego Jamesa przez tchórzliwego Roberta Forda jako Robert Ford
- Tom Wilkinson – Michael Clayton jako Arthur Edens

nominacje:
- Javier Bardem – To nie jest kraj dla starych ludzi jako Anton Chigurhs
- Brian Cox – Zodiak jako Melvin Belli
- Jeff Daniels – Świadek bez pamięci jako Lewis
- Ben Foster – 3:10 do Yumy jako Charlie Prince

2008: Michael Shannon – Droga do szczęścia jako John Givings

nominacje:
- Robert Downey Jr. – Jaja w tropikach jako Kirk Lazarus
- James Franco – Obywatel Milk jako Scott Smith
- Philip Seymour Hoffman – Wątpliwość jako ksiądz Brendan Flynn
- Heath Ledger – Mroczny Rycerz jako Joker
- Rade Šerbedžija – Ulotne fragmenty jako Athos

2009: Christoph Waltz − Bękarty wojny jako pułkownik Hans Landa

nominacje
- Woody Harrelson − W imieniu armii jako kapitan Tony Stone
- James McAvoy − Ostatnia stacja jako Walentin Bułgakow
- Alfred Molina − Była sobie dziewczyna jako Jack
- Timothy Spall − Przeklęta liga jako Peter Taylor

## 2010–2019
2010: Christian Bale – Fighter jako Dicky Eklund

nominacje:
- Pierce Brosnan – Autor widmo jako Adam Lang
- Andrew Garfield – The Social Network jako Eduardo Saverin
- Tommy Lee Jones – W firmie jako Gene McClary
- Bill Murray – Aż po grób jako Frank Quinn
- Sean Penn – Uczciwa gra jako Joe Wilson
- Jeremy Renner – Miasto złodziei jako James Coughlin
- Geoffrey Rush – Jak zostać królem jako Lionel Logue